# Chicxulub-krateret
Chicxulub-krateret er et gammelt nedslagskrater, hvor halvdelen ligger under jorden inde på Yucatán-halvøen i Mexico og den anden halvdel ligger under havbunden ud for halvøen. Centrum findes omtrent dér, hvor byen Chicxulub ligger. Undersøgelser har vist, at begivenheden fandt sted i den sidste del af kridttiden for ca. 65,5 millioner år siden og var så voldsomt at det medførte en massedød af liv på Jorden

## Nedslaget og dets følger
Asteroiden anslås til at have været omtrent 10 km i diameter og til at have frigivet en energi på 96 teraton TNT svarende til 4.0×1023 J. Nedslaget fremkaldte kæmpestore tsunamier, som bevægede sig i alle retninger. Støv og andre partikler nåede højt op i atmosfæren, hvor de lukkede af for sollyset. I 2016 er forskere målrettet begyndt at undersøge krateret ved boreprøver, "geopsier".
Chicxulub-kraterets størrelse overgås på Jorden kun af Vredefort-krateret (ca. 2 mia. år siden) i Sydafrika på 250-300 km og Sudbury-krateret (1,85 mia. år) i Canada på 200 km.

## Udslettelse af dinosaurerne
Nedslagets konsekvenser viser sig som et såkaldt 'gyldent søm' i Jordens historie, nemlig som nedfaldet, der viser sig som et tyndt, iridiumholdigt lag over hele Jorden. Dette lag, der i Danmark kaldes fiskeler, adskiller kridttidens lag fra Palæogen overalt på Jorden (K/Pg-grænsen, tidligere kaldet K/T-grænsen). Iridium er et sjældent metal på Jorden, men almindeligt i meteoritter. Man forestiller sig, at begivenhedsforløbet i forbindelse med nedslaget er helt eller delvist skyld i det voldsomme tab af arter netop ved overgangen mellem kridttiden og tertiærtiden. Mest tydeligt på hele Jorden ses K/Pg-grænselaget som fiskeleret i Stevns Klint.
Tidspunktet for nedslaget er i god overensstemmelse med den teori, der er blevet fremsat af fysikeren og nobelpristageren Luis Alvarez og hans søn, geologen Walter Alvarez, som kan forklare udslettelsen af dinosaurerne. Der er konsensus blandt forskerne om, at det voldsomme fald i antallet af arter (det gælder også for andre end dinosaurerne) kan være forårsaget af netop sådan et stort nedslag.
Selv om teorien om dinosauernes uddøen som direkte følge af nedslaget er almindeligt anerkendt, har den dog været omstridt af flere forskere, idet der synes at være tegn på, at flere arter allerede inden nedslaget enten var uddøde eller dog var i væsentlig tilbagegang.